# 梅利萨诺
梅利萨诺（義大利語：Melissano），是意大利莱切省的一个市镇。总面积12平方公里，人口7374人，人口密度614.5人/平方公里（2009年）。ISTAT代码为075044。